# Keith Urban
Keith Lionel Urban (Whangarei, 26 de outubro de 1967) é um cantor de música country, compositor, guitarrista e violinista neozelandês, cujo sucesso comercial vem, em grande parte, do público nos Estados Unidos.  Urban começou sua carreira em Melbourne, na Austrália, participando de festivais de música. Em 1991, ele lançou seu primeiro álbum, e lançou quatro singles na  Austrália antes de se mudar para os Estados Unidos em 1992.
Em 1999, ele fez sua  estréia em solo estadunidense com o álbum Keith Urban. Seu primeiro hit foi a música "Somebody Like You", de seu segundo álbum Golden Road (2002). Este álbum também rendeu o primeiro Grammy Award para Urban. O seu terceiro álbum, de 2003, Be Here, lhe rendeu mais três músicas que viraram a número 1 da parada da  Billboard country charts e se tornou o seu álbum com maior número de vendas, tendo recebido quatro vezes a certificação de platina. Love, Pain & The Whole Crazy Thing foi lançado em 2006 e rendeu a Urban seu segundo Grammy para a música "Stupid Boy". Urban lancou no final de 2007 o álbum  com suas músicas mais famosas intitulado Greatest Hits: 18 Kids. Este álbum foi re-lançado um ano mais tarde com o nome de Greatest Hits: 19 Kids, com o acréscimo da música "You Look Good in My Shirt", que ele havia  gravado anteriormente em Golden Road. Em 2009, lançou Defying Gravity, que alcançou a primeira posição na Billboard 200 e foi indicado na categoria Melhor Álbum Country no Grammy.
Urban possui no total sete álbuns de estúdio (um dos quais foi lançado apenas no Reino Unido). Tem mais de quinze singles nos Estados Unidos, incluindo oito músicas que chegaram a ser número um.
Ele é casado com a atriz Nicole Kidman desde 2006 com quem tem duas filhas: Sunday Rose, nascida em 7 de julho de 2008 e Faith Margareth, nascida em 28 de dezembro de 2010.

## Discografia
- Keith Urban (1991)
- The Ranch (1997)
- Keith Urban (1999)
- Golden Road (2002)
- Be Here (2004)
- Days Go By (2005)

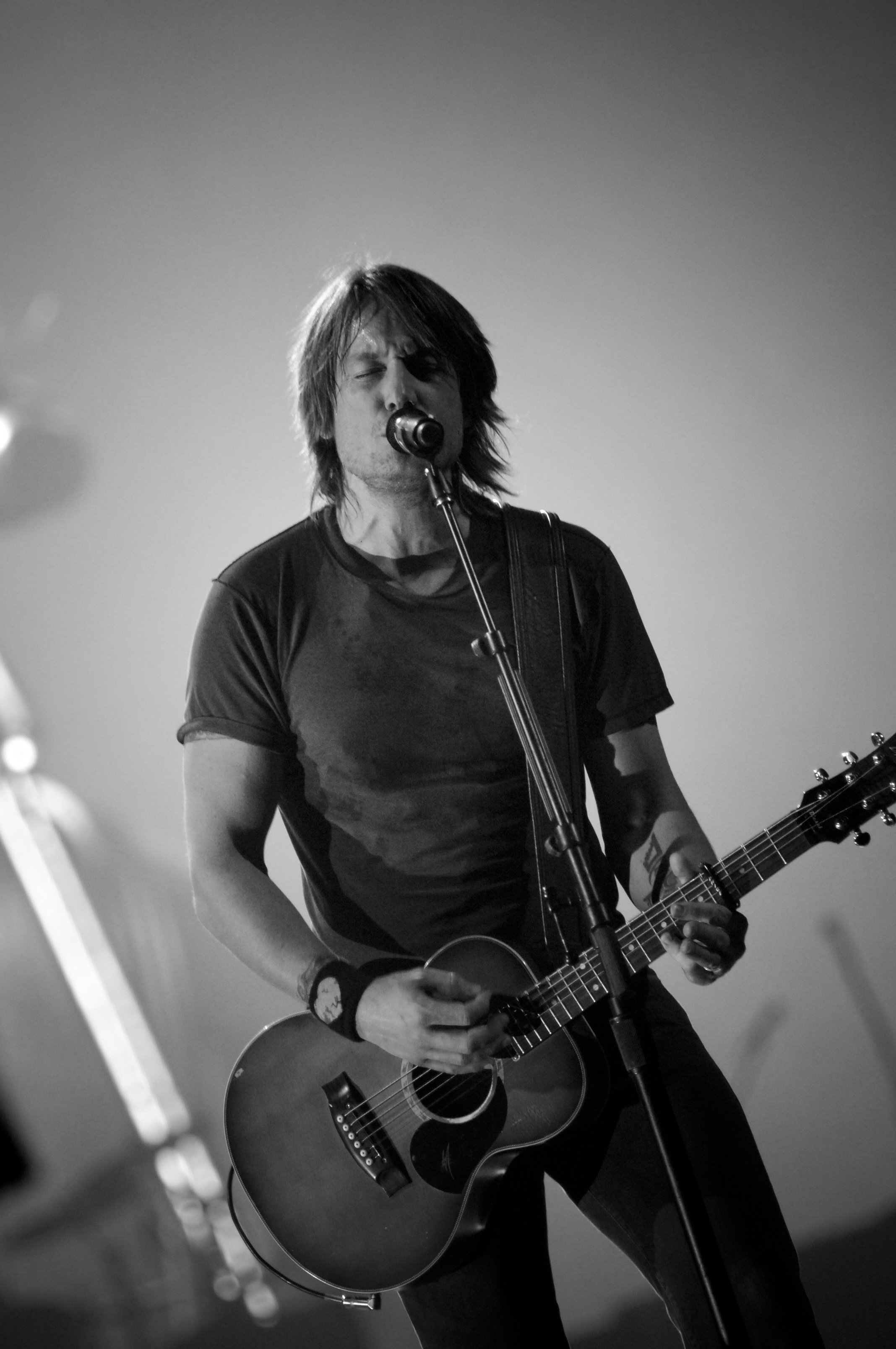
Urban se apresentando em Nashville em 2007.

- Love, Pain & the Whole Crazy Thing (2006)
- Greatest Hits: 18 Kids (2007)
- Greatest Hits: 19 Kids (2008)
- Defying Gravity (2009)
- Get Closer (2010)
- Fuse (2013)
- Ripcord (2016)
- Graffiti U (2018)

## #1 Singles
- "Kiss a Girl"
- "But for the Grace of God"
- "Somebody Like You"
- "Who Wouldn't Wanna Be Me"
- "You'll Think of Me"
- "Days Go By"
- "Making Memories of Us"
- "Better Life"
- "You Look Good in My Shirt"
- "Sweet Thing"
- "Only You Can Love Me This Way"